# Vitalij Lux
Vitalij Lux - em russo: Виталий Люкс (Kara-Balta, 27 de fevereiro de 1989) é um futebolista quirguiz que atua como atacante. Joga atualmente no SSV Ulm 1846, além de defender a seleção de seu país desde 2015.

## Carreira
Embora nascido na antiga RSS Quirguiz (atual Quirguistão), Lux - que é descendente de alemães provenientes da cidade de Ulm - mudou-se para a Alemanha aos 6 anos de idade. Jogou nas categorias de base do FV Weißenhorn 1920 e do SSV Ulm 1846, iniciando sua carreira no primeiro, onde permaneceria até 2009.
Desde então, atuou em clubes das divisões de acesso do Campeonato Alemão - os mais relevantes foram o Carl Zeiss Jena (10 partidas em 2014-15) e Unterhaching (42 jogos e 9 gols em 2 temporadas). Defendeu também TSG Thannhausen, FV Illertissen e Nürnberg II. Em 2018, Lux regressou ao SSV Ulm 1846, desta vez para atuar profissionalmente.

## Seleção Quirguiz
Faz parte da Seleção nacional do Quirguistão desde 2015, estreando na vitória por 3 a 1 sobre Bangladesh nas eliminatórias asiáticas da Copa de 2018.
Jogou a Copa da Ásia de 2019, primeira competição disputada pelos quirguizes desde o fim da União Soviética, participando das 4 partidas da equipe, eliminada pelos Emirados Árabes (sede do torneio). Com 3 gols (todos feitos no jogo contra as Filipinas), foi o artilheiro do Quirguistão na Copa.